# Gino Graziani
Gino Graziani (Livorno, 1893 – Livorno, 1976) è stato un imprenditore italiano.

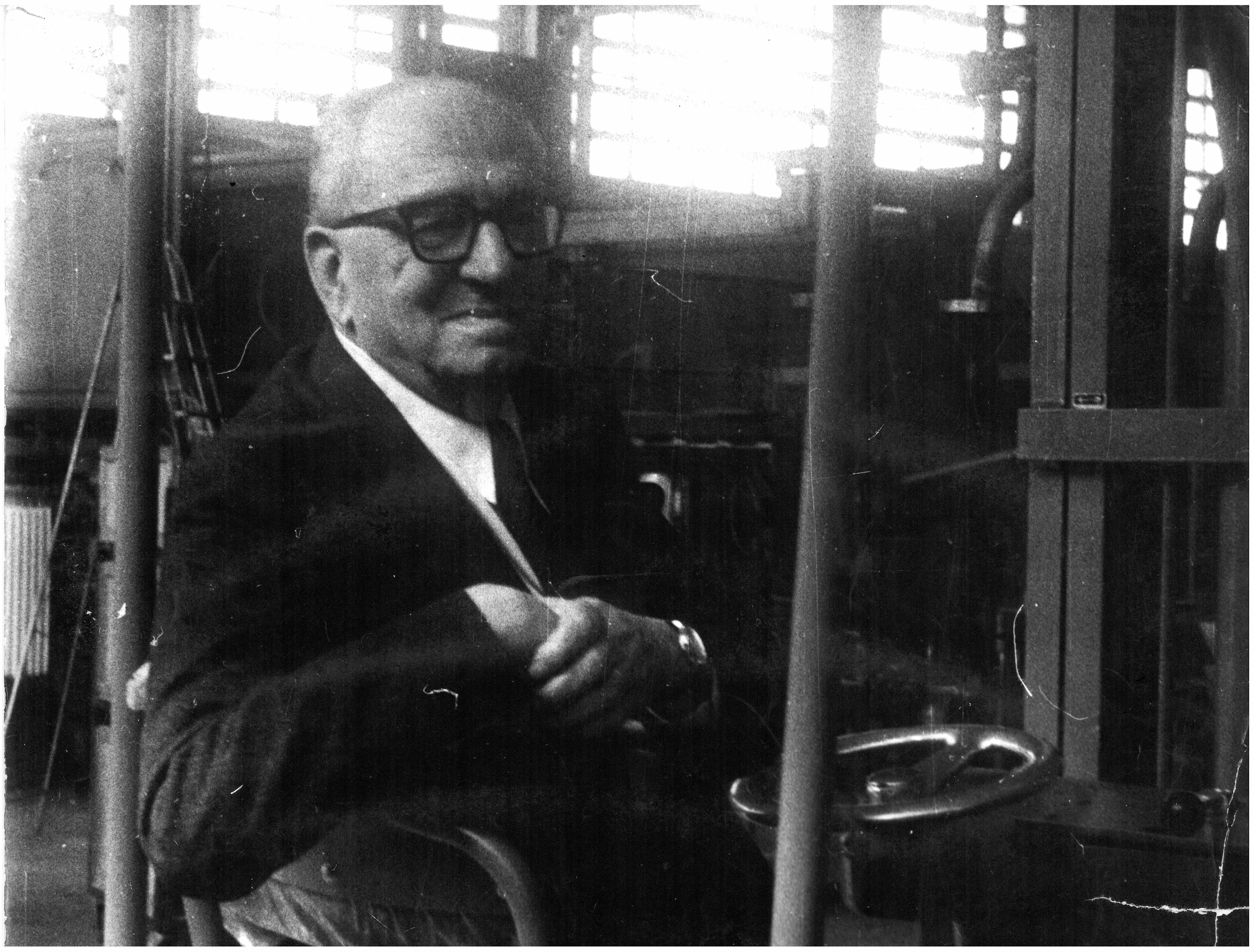
Gino Graziani nella cereria (1975)

Eroe della Prima guerra mondiale, da imprenditore trasformò in industria l'azienda artigianale di produzione di candele e lumini di cera, fondata nel 1805 da Abramo Graziani.
L'azienda esiste tuttora ed è gestita dai discendenti della settima generazione. 
Per i suoi meriti verso la società livornese, la città di Livorno gli ha dedicato una via nell'antica zona termale, a levante della stazione ferroviaria.

## Biografia
Gino Graziani, partito come ufficiale di complemento nei bersaglieri durante la prima guerra mondiale, aderì con entusiasmo alla creazione del Corpo Aeronautico del Regio Esercito precursore dell'Aeronautica militare italiana.
Nell'agosto 1916 il Sottotenente Gino Graziani frequenta il corso da osservatore all'Aeroporto di Roma-Centocelle e nel mese di settembre arriva alla 30ª Squadriglia sui Farman 14 di stanza al campo di Chiasiellis sul fronte dell'Isonzo. Il 1º novembre il Maresciallo pilota Nicola Cena e Graziani rivendicano una vittoria su Schönpaß. Il 12 marzo 1917 l'equipaggio di Graziani e Cena sostiene un altro duello nel cielo di San Marco e rientra con alcuni colpi a bordo. Il 12 maggio il Farman di Cena e Graziani è attaccato da un caccia nemico ma viene salvato dallo SPAD di Fulco Ruffo di Calabria, colpito da 16 colpi è reso inefficiente.
Nel luglio 1917 il Tenente Graziani è alla 2ª Squadriglia Caproni.
Per atti di valore in azioni di combattimento durante la Prima Guerra mondiale si meritò (fonte l'albo dell'Istituto Nazionale del Nastro Azzurro):
- Medaglia d'argento al valor militare - Cielo del Medio Isonzo 15 agosto 1916, 25 maggio 2017. Per azioni di osservazione, rilievi fotografici, bombardamenti, ricognizioni sulle linee nemiche e combattimento attivo.
- Medaglia d'argento al valor militare - Cielo Santa Lucia di Tolmino 26 ottobre 1917. Per mirabile coraggio e alto senso del dovere mostrato durante un doppio attacco aereo, riuscendo comunque a effettuare il bombardamento dell'obiettivo assegnato.
- Croce di guerra al Valor Militare - Cielo di Primolano 12 gennaio 1918. Per aver tenuto in rispetto i caccia nemici durante un'azione di bombardamento fino all'arrivo degli apparecchi di scorta.
- Croix de guerre du Royaume de Belgique assegnata per decreto reale dell'8 febbraio 1918.
- Distintivo delle fatiche di guerra con due stellette argento.
- Fregio di Ferito di guerra per le gravissime ferite riportate durante l'azione del 12 gennaio 1918.

Ottenne avanzamenti di grado fino a Capitano durante la guerra, e fino a Colonnello della riserva una volta congedato. Colonnello è il titolo con il quale ha sempre preferito essere chiamato. 
Fondatore nel 1926 dell'Aereo Club di Livorno, Gino Graziani è stato il presidente della Camera di Commercio livornese nel periodo della ricostruzione dal 28 settembre del 1945 al 1958; nominato anche presidente del Consorzio per l'Istruzione Tecnica vi profuse ogni sforzo per creare le future competenze tecniche della città, fra i tanti incarichi è stato Presidente del Comitato per la valorizzazione dell'Elba.
Graziani è stato testimone ma soprattutto protagonista della rinascita di Livorno dopo le disastrose incursioni degli alleati che avevano quasi totalmente raso al suolo la città. Anticipatore di gemellaggi europei, tenne a battesimo gli accordi di collaborazione portuali tra Livorno e Sète. 
Al suo impegno per la valorizzazione dell'isola d'Elba, si devono il rimboschimento dell'Isola, il potenziamento delle attività peschereccia, turistica e vitivinicola dall'inizio degli anni cinquanta. I benefici di questi interventi sono arrivati fino ai nostri giorni e restano a disposizione delle generazioni future. 
Si deve inoltre al suo impegno e alla sua decisione la ricostruzione del Fanale del porto di Livorno.
I lavori, che costarono all'epoca 95 milioni di Lire, iniziarono nel giugno del 1954 e furono conclusi con una rapidità inconsueta per le opere pubbliche. L'inaugurazione del 16 settembre del 1956 vide la presenza dell'allora presidente della Repubblica Giovanni Gronchi.  
Il nuovo fanale fu ricostruito come l'originale che resisteva dal 1302. Unica concessione fu l'elevazione che fu portata a 55 metri dai 51 originali.
Gino Graziani per le sue molteplici attività sociali e imprenditoriali è stato insignito da varie onorificenze, Commendatore della Repubblica, Grand'ufficiale e Cavaliere di Gran Croce per meriti civili, e ha ricoperto molteplici incarichi pubblici come, tra l'altro, Reggente e Sindaco della Banca d'Italia, Consigliere generale del Banco di Napoli ed infine, Presidente del Rotary club di Livorno.